# Куэйф, Пит
Питер Александр Гринлоу Куэйф (урожденный Киннес; 31 декабря 1943 — 23 июня 2010 гг.) — английский музыкант, художник и писатель. Он был одним из основателей и первым бас-гитаристом The Kinks с 1963 по 1969 год. Он также был бэк-вокалистом на некоторых их пластинках.
Куэйф основал группу, известную как The Ravens, в 1963 году вместе с братьями Реем и Дейвом Дэвисами. В конце 1963 или начале 1964 года они сменили своё название на The Kinks. На протяжении 1960-х годов группа записала несколько крупных международных хитов. Их ранние синглы, в том числе «You Really Got Me» и «All Day and All of the Night», были названы ранним влиянием на жанры хард-рока и хэви-метала. В первые дни существования группы Куэйф, которого обычно считали самым красивым участником, часто был их представителем. Он ушёл из The Kinks в 1969 году и создал группу Mapleoak, которую покинул в апреле 1970 года.
После ухода из музыкального бизнеса Куэйф на протяжении 1970-х годов проживал в Дании. В 1980 году он переехал в Белвилл, провинция Онтарио, где работал карикатуристом и художником. В 1998 году у него была диагностирована почечная недостаточность, и в 2005 году он вернулся в Данию. Куэйф умер в июне 2010 года от почечной недостаточности.

## Ранние годы
Пит Куэйф, урождённый Питер Александр Гринлоу Киннесом, родился в Тавистоке, Девон, в семье Джоан Мэри Килби, которая забеременела во время войны после романа с американским военнослужащим. Килби вернулась в Лондон со своим сыном, где в 1947 году вышла замуж за Стэнли Мелвилла Куэйфа, который дал свою фамилию молодому Питеру. Куэйф посещал начальную школу Колдфолл в Масвелл-Хилл, а затем школу Уильяма Гримшоу (ныне школа Фортисмир, где его брат Дэвид Куэйф и Пенни Тумазу установили мемориальную доску в его память).

## The Kinks
После недолгого изучения коммерческого искусства Куэйф вместе со школьным другом Рэем Дэвисом в 1962 году сформировал The Kinks, а затем пригласил присоединиться брата Рея Дейва. Первоначально группа называлась The Ravens и исполняла ритм-энд-блюз на местных площадках, таких как клуб отдыха Хорнси при средней школе Крауч-Энд. Название «Kinks» появилось только после подписания контракта на запись в конце 1963 года.
The Kinks стали лидерами чартов по всему миру, начиная с их третьего сингла 1964 года «You Really Got Me». Куэйф обычно был голосом группы в ранних интервью для прессы. В июне 1966 года он получил серьёзные травмы в автокатастрофе, из-за чего не смог выступать. Позже он сказал, что наслаждался свободным временем от группы, так как его тошнило от постоянного конфликта. Джон Далтон заменил его, так как Куэйф ушёл из группы из-за своей госпитализации, но Куэйф передумал и вернулся в ноябре 1966 года.
В течение следующих двух лет Куэйф играл на таких альбомах, как Something Else by The Kinks и The Kinks Are the Village Green Preservation Society, а также помогал на репетиции в некоторых песнях на альбоме Arthur (Or the Decline and Fall of the British Empire). Куэйф навсегда покинул The Kinks в апреле 1969 года, но остальные сначала не поверили ему и поняли его намерение только тогда, когда увидели статью в музыкальной газете, рассказывающую о новой группе Куэйфа. Рей Дэвис просил его передумать и остаться, но безуспешно. Его снова заменил на басу, на этот раз навсегда, Далтон.

## Mapleoak
После ухода из The Kinks Куэйф основал новую группу — кантри/рок-группу Mapleoak. Название группы происходит от наследия её членов: «Maple» представлял двух канадских членов группы. Певцы и авторы песен Стэн Эндерсби (родился 17 июля 1947 года в Лашине, Квебек, Канада) и Марти Фишер (родился 24 декабря 1945 года в Ванкувере, Британская Колумбия, Канада), в то время как «Oak» представляет британских участников Куэйфа и барабанщика Мика Кука.
У Куэйфа были контакты в Дании, поэтому группа много выступала там и в Великобритании в течение большей части 1969 и начала 1970 годов. Кук покинул группу в июне 1969 года, и его заменил другой канадец: Гордон Макбейн (родился 5 августа 1947 года в Торонто, Онтарио, Канада), который написал бо́льшую часть оригинального материала группы.
Mapleoak выпустили свой первый сингл «Son of a Gun» в апреле 1970 года, но он не попал в чарты. Затем Куэйф ушёл как из группы, так и из музыкальной индустрии. Впоследствии он переехал в Данию и не появился на единственном альбоме Mapleoak, который был выпущен в 1971 году.

## 1980—1990 гг..
Куэйф так и не вернулся полностью в музыкальный мир в качестве профессионального исполнителя. В 1980 году он переехал в Белвилл, провинция Онтарио, Канада, чтобы работать художником-графиком. В 1981 году он сделал своё единственное концертное выступление после 1960-х годов с The Kinks, сыграв на басу в номере на бис на концерте в Торонто. Вместе с оригинальным составом The Kinks, Куэйф был включён в Зал славы рок-н-ролла в 1990 году. На церемонии в Нью-Йорке Куэйф выступал на сцене вместе с другими музыкантами, удостоенными чести в том году.
Куэйф был активным астрономом-любителем и был известен как способный астрофотограф, который наслаждался ночным небом района залива Квинт в Онтарио, Канада. Он был членом Королевского астрономического общества Канады (RASC) и вдохновлял многих людей в науке астрономии.
В 1998 году у Куайфе была диагностирована почечная недостаточность. Во время сеансов диализа он нарисовал серию карикатур, основанных на его опыте. После их восторженного приёма другими пациентами они были впоследствии опубликованы в виде книги под названием «Лёгкая сторона диализа» (Jazz Communications, Торонто, 2004). Хотя он был неизменно известен как «Пит» во время своего пребывания в The Kinks, книги Куэйфа публикуются под именем «Питер Куэйф».
В 1996 году в интервью журналу Goldmine Джона Энтвисла из The Who спросили, кто его любимый басист, и он ответил: «Я бы сказал, что одним из моих любимых басистов был Пит Куэйф, потому что он буквально приводил The Kinks в движение». Энтвисл был не единственным музыкантом, который хорошо отзывался о Куэйфе. Томас Киттс пишет, что в начале 1966 года Эрик Клэптон пригласил Куэйфа присоединиться к группе, которая в конечном итоге стала Cream.

## XXI век
На момент своей смерти Куэйф официально не был связан с The Kinks, но все еще с энтузиазмом рассказывал о своём времени в группе и выступал на собраниях фанатов. Во время встречи The Kinks в Утрехте, Нидерланды, в сентябре 2004 года он прочитал отрывки из «Veritas» — своего вымышленного рассказа о рок-группе 1960-х годов. Он также присоединился к The Kast Off Kinks в нескольких песнях.
Куэйф прожил в Канаде более двух десятилетий, но в 2005 году вернулся в Данию после того, как его брак закончился разводом, чтобы жить со своей девушкой Элизабет Бильбо, которую он знал с тех пор, как она была 19-летней фанаткой The Kinks. На момент его смерти они были помолвлены, после поженились.
В 2005 году Куэйф был включён в UK Music Hall of Fame вместе с The Kinks, что ознаменовало окончательное воссоединение четырёх первоначальных участников группы. В декабре 2007 года Record Collector опубликовал интервью с Реем Дэвисом, в котором цитировались его слова: «Я говорил с Куэйфом около месяца назад, и он очень хочет записать со мной ещё один альбом». Бульварная пресса подхватила эту цитату и превратила её в историю о том, что The Kinks готовятся к турне в 2008 году. Однако в интервью, показанном на канале Biography Channel в декабре 2008 года, Куэйф категорически заявил, что никогда не будет участвовать ни в каком воссоединении The Kinks. В марте 2009 года Куэйф опубликовал заявление о том, что он навсегда уходит из поля зрения общественности.

### Смерть
Куэйф, который более десяти лет проходил диализ почек, скончался 23 июня 2010 года в возрасте 66 лет. Через два дня после смерти Куэйфа Дейв Дэвис опубликовал на своей доске объявлений заявление, в котором выразил глубокую скорбь по поводу смерти своего бывшего товарища по группе и похвалил его за дружбу, его личность, талант и вклад в звучание The Kinks. Он заявил, что Куэйфу «никогда по-настоящему не воздавали должного уважения за его вклад и участие в The Kinks». Рей Дэвис посвятил ему своё выступление 27 июня на фестивале в Гластонбери и исполнил несколько песен The Kinks эпохи Куэйфа в дань уважения ему. Дэвис сказал собравшимся: «Я бы не был здесь сегодня, если бы не он», и был явно близок к слезам, когда пел вступительную строчку песни «Days». Мик Эйвори сказал, что решение Куэйфа уйти было позорным, добавив, что это «имело большое значение» для группы.

### «Veritas»
Книга Куэйфа «Veritas», том I, которую он пытался опубликовать в течение многих лет, была наконец опубликована посмертно в феврале 2011 года. В книге рассказывается история вымышленной группы 1960-х годов, основанная в основном на опыте Куэйфа с The Kinks.